# 1784
Portal Geschichte | Portal Biografien | Aktuelle Ereignisse | Jahreskalender | Tagesartikel

◄ |
17. Jahrhundert |
18. Jahrhundert
| 19. Jahrhundert | ►

◄ |
1750er |
1760er |
1770er |
1780er
| 1790er | 1800er | 1810er | ►

◄◄ |
◄ |
1780 |
1781 |
1782 |
1783 |
1784
| 1785 | 1786 | 1787 | 1788 | ► | ►►
Staatsoberhäupter  · Nekrolog   · Musikjahr
| Januar | Januar | Januar | Januar | Januar | Januar | Januar | Januar |
| Kw     | Mo     | Di     | Mi     | Do     | Fr     | Sa     | So     |
| ------ | ------ | ------ | ------ | ------ | ------ | ------ | ------ |
| 1      |        |        |        | 1      | 2      | 3      | 4      |
| 2      | 5      | 6      | 7      | 8      | 9      | 10     | 11     |
| 3      | 12     | 13     | 14     | 15     | 16     | 17     | 18     |
| 4      | 19     | 20     | 21     | 22     | 23     | 24     | 25     |
| 5      | 26     | 27     | 28     | 29     | 30     | 31     |        |

| Februar | Februar | Februar | Februar | Februar | Februar | Februar | Februar |
| Kw      | Mo      | Di      | Mi      | Do      | Fr      | Sa      | So      |
| ------- | ------- | ------- | ------- | ------- | ------- | ------- | ------- |
| 5       |         |         |         |         |         |         | 1       |
| 6       | 2       | 3       | 4       | 5       | 6       | 7       | 8       |
| 7       | 9       | 10      | 11      | 12      | 13      | 14      | 15      |
| 8       | 16      | 17      | 18      | 19      | 20      | 21      | 22      |
| 9       | 23      | 24      | 25      | 26      | 27      | 28      | 29      |

| März | März | März | März | März | März | März | März |
| Kw   | Mo   | Di   | Mi   | Do   | Fr   | Sa   | So   |
| ---- | ---- | ---- | ---- | ---- | ---- | ---- | ---- |
| 10   | 1    | 2    | 3    | 4    | 5    | 6    | 7    |
| 11   | 8    | 9    | 10   | 11   | 12   | 13   | 14   |
| 12   | 15   | 16   | 17   | 18   | 19   | 20   | 21   |
| 13   | 22   | 23   | 24   | 25   | 26   | 27   | 28   |
| 14   | 29   | 30   | 31   |      |      |      |      |

| April | April | April | April | April | April | April | April |
| Kw    | Mo    | Di    | Mi    | Do    | Fr    | Sa    | So    |
| ----- | ----- | ----- | ----- | ----- | ----- | ----- | ----- |
| 14    |       |       |       | 1     | 2     | 3     | 4     |
| 15    | 5     | 6     | 7     | 8     | 9     | 10    | 11    |
| 16    | 12    | 13    | 14    | 15    | 16    | 17    | 18    |
| 17    | 19    | 20    | 21    | 22    | 23    | 24    | 25    |
| 18    | 26    | 27    | 28    | 29    | 30    |       |       |

| Mai | Mai | Mai | Mai | Mai | Mai | Mai | Mai |
| Kw  | Mo  | Di  | Mi  | Do  | Fr  | Sa  | So  |
| --- | --- | --- | --- | --- | --- | --- | --- |
| 18  |     |     |     |     |     | 1   | 2   |
| 19  | 3   | 4   | 5   | 6   | 7   | 8   | 9   |
| 20  | 10  | 11  | 12  | 13  | 14  | 15  | 16  |
| 21  | 17  | 18  | 19  | 20  | 21  | 22  | 23  |
| 22  | 24  | 25  | 26  | 27  | 28  | 29  | 30  |
| 23  | 31  |     |     |     |     |     |     |

| Juni | Juni | Juni | Juni | Juni | Juni | Juni | Juni |
| Kw   | Mo   | Di   | Mi   | Do   | Fr   | Sa   | So   |
| ---- | ---- | ---- | ---- | ---- | ---- | ---- | ---- |
| 23   |      | 1    | 2    | 3    | 4    | 5    | 6    |
| 24   | 7    | 8    | 9    | 10   | 11   | 12   | 13   |
| 25   | 14   | 15   | 16   | 17   | 18   | 19   | 20   |
| 26   | 21   | 22   | 23   | 24   | 25   | 26   | 27   |
| 27   | 28   | 29   | 30   |      |      |      |      |

| Juli | Juli | Juli | Juli | Juli | Juli | Juli | Juli |
| Kw   | Mo   | Di   | Mi   | Do   | Fr   | Sa   | So   |
| ---- | ---- | ---- | ---- | ---- | ---- | ---- | ---- |
| 27   |      |      |      | 1    | 2    | 3    | 4    |
| 28   | 5    | 6    | 7    | 8    | 9    | 10   | 11   |
| 29   | 12   | 13   | 14   | 15   | 16   | 17   | 18   |
| 30   | 19   | 20   | 21   | 22   | 23   | 24   | 25   |
| 31   | 26   | 27   | 28   | 29   | 30   | 31   |      |

| August | August | August | August | August | August | August | August |
| Kw     | Mo     | Di     | Mi     | Do     | Fr     | Sa     | So     |
| ------ | ------ | ------ | ------ | ------ | ------ | ------ | ------ |
| 31     |        |        |        |        |        |        | 1      |
| 32     | 2      | 3      | 4      | 5      | 6      | 7      | 8      |
| 33     | 9      | 10     | 11     | 12     | 13     | 14     | 15     |
| 34     | 16     | 17     | 18     | 19     | 20     | 21     | 22     |
| 35     | 23     | 24     | 25     | 26     | 27     | 28     | 29     |
| 36     | 30     | 31     |        |        |        |        |        |

| September | September | September | September | September | September | September | September |
| Kw        | Mo        | Di        | Mi        | Do        | Fr        | Sa        | So        |
| --------- | --------- | --------- | --------- | --------- | --------- | --------- | --------- |
| 36        |           |           | 1         | 2         | 3         | 4         | 5         |
| 37        | 6         | 7         | 8         | 9         | 10        | 11        | 12        |
| 38        | 13        | 14        | 15        | 16        | 17        | 18        | 19        |
| 39        | 20        | 21        | 22        | 23        | 24        | 25        | 26        |
| 40        | 27        | 28        | 29        | 30        |           |           |           |

| Oktober | Oktober | Oktober | Oktober | Oktober | Oktober | Oktober | Oktober |
| Kw      | Mo      | Di      | Mi      | Do      | Fr      | Sa      | So      |
| ------- | ------- | ------- | ------- | ------- | ------- | ------- | ------- |
| 40      |         |         |         |         | 1       | 2       | 3       |
| 41      | 4       | 5       | 6       | 7       | 8       | 9       | 10      |
| 42      | 11      | 12      | 13      | 14      | 15      | 16      | 17      |
| 43      | 18      | 19      | 20      | 21      | 22      | 23      | 24      |
| 44      | 25      | 26      | 27      | 28      | 29      | 30      | 31      |

| November | November | November | November | November | November | November | November |
| Kw       | Mo       | Di       | Mi       | Do       | Fr       | Sa       | So       |
| -------- | -------- | -------- | -------- | -------- | -------- | -------- | -------- |
| 45       | 1        | 2        | 3        | 4        | 5        | 6        | 7        |
| 46       | 8        | 9        | 10       | 11       | 12       | 13       | 14       |
| 47       | 15       | 16       | 17       | 18       | 19       | 20       | 21       |
| 48       | 22       | 23       | 24       | 25       | 26       | 27       | 28       |
| 49       | 29       | 30       |          |          |          |          |          |

| Dezember | Dezember | Dezember | Dezember | Dezember | Dezember | Dezember | Dezember |
| Kw       | Mo       | Di       | Mi       | Do       | Fr       | Sa       | So       |
| -------- | -------- | -------- | -------- | -------- | -------- | -------- | -------- |
| 49       |          |          | 1        | 2        | 3        | 4        | 5        |
| 50       | 6        | 7        | 8        | 9        | 10       | 11       | 12       |
| 51       | 13       | 14       | 15       | 16       | 17       | 18       | 19       |
| 52       | 20       | 21       | 22       | 23       | 24       | 25       | 26       |
| 53       | 27       | 28       | 29       | 30       | 31       |          |          |

| Januar | Januar | Januar | Januar | Januar | Januar | Januar | Januar |
| Kw     | Mo     | Di     | Mi     | Do     | Fr     | Sa     | So     |
| ------ | ------ | ------ | ------ | ------ | ------ | ------ | ------ |
| 1      |        |        |        | 1      | 2      | 3      | 4      |
| 2      | 5      | 6      | 7      | 8      | 9      | 10     | 11     |
| 3      | 12     | 13     | 14     | 15     | 16     | 17     | 18     |
| 4      | 19     | 20     | 21     | 22     | 23     | 24     | 25     |
| 5      | 26     | 27     | 28     | 29     | 30     | 31     |        |

| Februar | Februar | Februar | Februar | Februar | Februar | Februar | Februar |
| Kw      | Mo      | Di      | Mi      | Do      | Fr      | Sa      | So      |
| ------- | ------- | ------- | ------- | ------- | ------- | ------- | ------- |
| 5       |         |         |         |         |         |         | 1       |
| 6       | 2       | 3       | 4       | 5       | 6       | 7       | 8       |
| 7       | 9       | 10      | 11      | 12      | 13      | 14      | 15      |
| 8       | 16      | 17      | 18      | 19      | 20      | 21      | 22      |
| 9       | 23      | 24      | 25      | 26      | 27      | 28      | 29      |

| März | März | März | März | März | März | März | März |
| Kw   | Mo   | Di   | Mi   | Do   | Fr   | Sa   | So   |
| ---- | ---- | ---- | ---- | ---- | ---- | ---- | ---- |
| 10   | 1    | 2    | 3    | 4    | 5    | 6    | 7    |
| 11   | 8    | 9    | 10   | 11   | 12   | 13   | 14   |
| 12   | 15   | 16   | 17   | 18   | 19   | 20   | 21   |
| 13   | 22   | 23   | 24   | 25   | 26   | 27   | 28   |
| 14   | 29   | 30   | 31   |      |      |      |      |

| April | April | April | April | April | April | April | April |
| Kw    | Mo    | Di    | Mi    | Do    | Fr    | Sa    | So    |
| ----- | ----- | ----- | ----- | ----- | ----- | ----- | ----- |
| 14    |       |       |       | 1     | 2     | 3     | 4     |
| 15    | 5     | 6     | 7     | 8     | 9     | 10    | 11    |
| 16    | 12    | 13    | 14    | 15    | 16    | 17    | 18    |
| 17    | 19    | 20    | 21    | 22    | 23    | 24    | 25    |
| 18    | 26    | 27    | 28    | 29    | 30    |       |       |

| Mai | Mai | Mai | Mai | Mai | Mai | Mai | Mai |
| Kw  | Mo  | Di  | Mi  | Do  | Fr  | Sa  | So  |
| --- | --- | --- | --- | --- | --- | --- | --- |
| 18  |     |     |     |     |     | 1   | 2   |
| 19  | 3   | 4   | 5   | 6   | 7   | 8   | 9   |
| 20  | 10  | 11  | 12  | 13  | 14  | 15  | 16  |
| 21  | 17  | 18  | 19  | 20  | 21  | 22  | 23  |
| 22  | 24  | 25  | 26  | 27  | 28  | 29  | 30  |
| 23  | 31  |     |     |     |     |     |     |

| Juni | Juni | Juni | Juni | Juni | Juni | Juni | Juni |
| Kw   | Mo   | Di   | Mi   | Do   | Fr   | Sa   | So   |
| ---- | ---- | ---- | ---- | ---- | ---- | ---- | ---- |
| 23   |      | 1    | 2    | 3    | 4    | 5    | 6    |
| 24   | 7    | 8    | 9    | 10   | 11   | 12   | 13   |
| 25   | 14   | 15   | 16   | 17   | 18   | 19   | 20   |
| 26   | 21   | 22   | 23   | 24   | 25   | 26   | 27   |
| 27   | 28   | 29   | 30   |      |      |      |      |

| Juli | Juli | Juli | Juli | Juli | Juli | Juli | Juli |
| Kw   | Mo   | Di   | Mi   | Do   | Fr   | Sa   | So   |
| ---- | ---- | ---- | ---- | ---- | ---- | ---- | ---- |
| 27   |      |      |      | 1    | 2    | 3    | 4    |
| 28   | 5    | 6    | 7    | 8    | 9    | 10   | 11   |
| 29   | 12   | 13   | 14   | 15   | 16   | 17   | 18   |
| 30   | 19   | 20   | 21   | 22   | 23   | 24   | 25   |
| 31   | 26   | 27   | 28   | 29   | 30   | 31   |      |

| August | August | August | August | August | August | August | August |
| Kw     | Mo     | Di     | Mi     | Do     | Fr     | Sa     | So     |
| ------ | ------ | ------ | ------ | ------ | ------ | ------ | ------ |
| 31     |        |        |        |        |        |        | 1      |
| 32     | 2      | 3      | 4      | 5      | 6      | 7      | 8      |
| 33     | 9      | 10     | 11     | 12     | 13     | 14     | 15     |
| 34     | 16     | 17     | 18     | 19     | 20     | 21     | 22     |
| 35     | 23     | 24     | 25     | 26     | 27     | 28     | 29     |
| 36     | 30     | 31     |        |        |        |        |        |

| September | September | September | September | September | September | September | September |
| Kw        | Mo        | Di        | Mi        | Do        | Fr        | Sa        | So        |
| --------- | --------- | --------- | --------- | --------- | --------- | --------- | --------- |
| 36        |           |           | 1         | 2         | 3         | 4         | 5         |
| 37        | 6         | 7         | 8         | 9         | 10        | 11        | 12        |
| 38        | 13        | 14        | 15        | 16        | 17        | 18        | 19        |
| 39        | 20        | 21        | 22        | 23        | 24        | 25        | 26        |
| 40        | 27        | 28        | 29        | 30        |           |           |           |

| Oktober | Oktober | Oktober | Oktober | Oktober | Oktober | Oktober | Oktober |
| Kw      | Mo      | Di      | Mi      | Do      | Fr      | Sa      | So      |
| ------- | ------- | ------- | ------- | ------- | ------- | ------- | ------- |
| 40      |         |         |         |         | 1       | 2       | 3       |
| 41      | 4       | 5       | 6       | 7       | 8       | 9       | 10      |
| 42      | 11      | 12      | 13      | 14      | 15      | 16      | 17      |
| 43      | 18      | 19      | 20      | 21      | 22      | 23      | 24      |
| 44      | 25      | 26      | 27      | 28      | 29      | 30      | 31      |

| November | November | November | November | November | November | November | November |
| Kw       | Mo       | Di       | Mi       | Do       | Fr       | Sa       | So       |
| -------- | -------- | -------- | -------- | -------- | -------- | -------- | -------- |
| 45       | 1        | 2        | 3        | 4        | 5        | 6        | 7        |
| 46       | 8        | 9        | 10       | 11       | 12       | 13       | 14       |
| 47       | 15       | 16       | 17       | 18       | 19       | 20       | 21       |
| 48       | 22       | 23       | 24       | 25       | 26       | 27       | 28       |
| 49       | 29       | 30       |          |          |          |          |          |

| Dezember | Dezember | Dezember | Dezember | Dezember | Dezember | Dezember | Dezember |
| Kw       | Mo       | Di       | Mi       | Do       | Fr       | Sa       | So       |
| -------- | -------- | -------- | -------- | -------- | -------- | -------- | -------- |
| 49       |          |          | 1        | 2        | 3        | 4        | 5        |
| 50       | 6        | 7        | 8        | 9        | 10       | 11       | 12       |
| 51       | 13       | 14       | 15       | 16       | 17       | 18       | 19       |
| 52       | 20       | 21       | 22       | 23       | 24       | 25       | 26       |
| 53       | 27       | 28       | 29       | 30       | 31       |          |          |

## Ereignisse

### Politik und Weltgeschehen

#### Amerika
- 14. Januar: Der amerikanische Kontinentalkongress ratifiziert den mit Großbritannien ausgehandelten Frieden von Paris, welcher den Amerikanischen Unabhängigkeitskrieg beendet.
- 23. August: Abgeordnete dreier Counties stimmen über die Sezession von North Carolina ab. Daraus entsteht im folgenden Jahr der State of Franklin.
- 22. September: In der Three Saints Bay der Kodiak-Insel gründet der Händler und Seefahrer Grigori Iwanowitsch Schelichow die erste russische Siedlung in Alaska.
- Connecticut und Rhode Island verabschieden Gesetze zur schrittweise erfolgenden Freilassung der Sklaven.

#### Europa
- Maximilian Franz von Österreich wird als Nachfolger des am 15. April verstorbenen Maximilian Friedrich von Königsegg-Rothenfels Erzbischof und Kurfürst von Köln sowie Fürstbischof von Münster.
- 30. Mai: Der Friedensschluss in Paris beendet den vierten englisch-niederländischen Seekrieg von 1780 bis 1784.
- 23. August: Kaiser Joseph II. verfügt in der Zeit des Josephinismus das Schließen aller innerörtlichen Friedhöfe in Österreich aus Hygienegründen. Für Bestattungen soll ferner ein Klappsarg eingesetzt werden, doch die Bevölkerung sträubt sich nach kurzer Gültigkeitszeit erfolgreich dagegen.

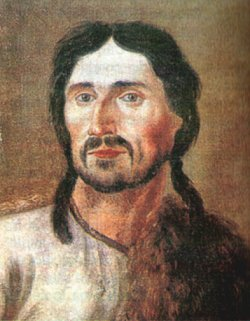
Der Bauern-Führer Cloșca

- 31. Oktober: Im zur habsburgischen Monarchie gehörigen Siebenbürgen bricht ein gewaltsamer Aufstand rumänischer leibeigener Bauern aus.
- Der Augsburger Weberaufstand beginnt.

#### Indien
- Pitt’s India Act unterstellt die Verwaltung der Britischen Ostindien-Kompanie der Britischen Regierung.

### Wirtschaft
- 17. August: Eine Verordnung Kaiser Josephs II. erlaubt jedermann, selbst hergestellte Lebensmittel, Wein und Obstmost zu allen Zeiten zu verkaufen und auszuschenken. Der Heurige erlebt damit in Österreich die offizielle Geburt.
- Die von Sophie von La Roche herausgegebene Frauenzeitschrift Pomona für Teutschlands Töchter stellt nach rund einem Jahr ihr Erscheinen ein.

### Wissenschaft und Technik

#### Aviation

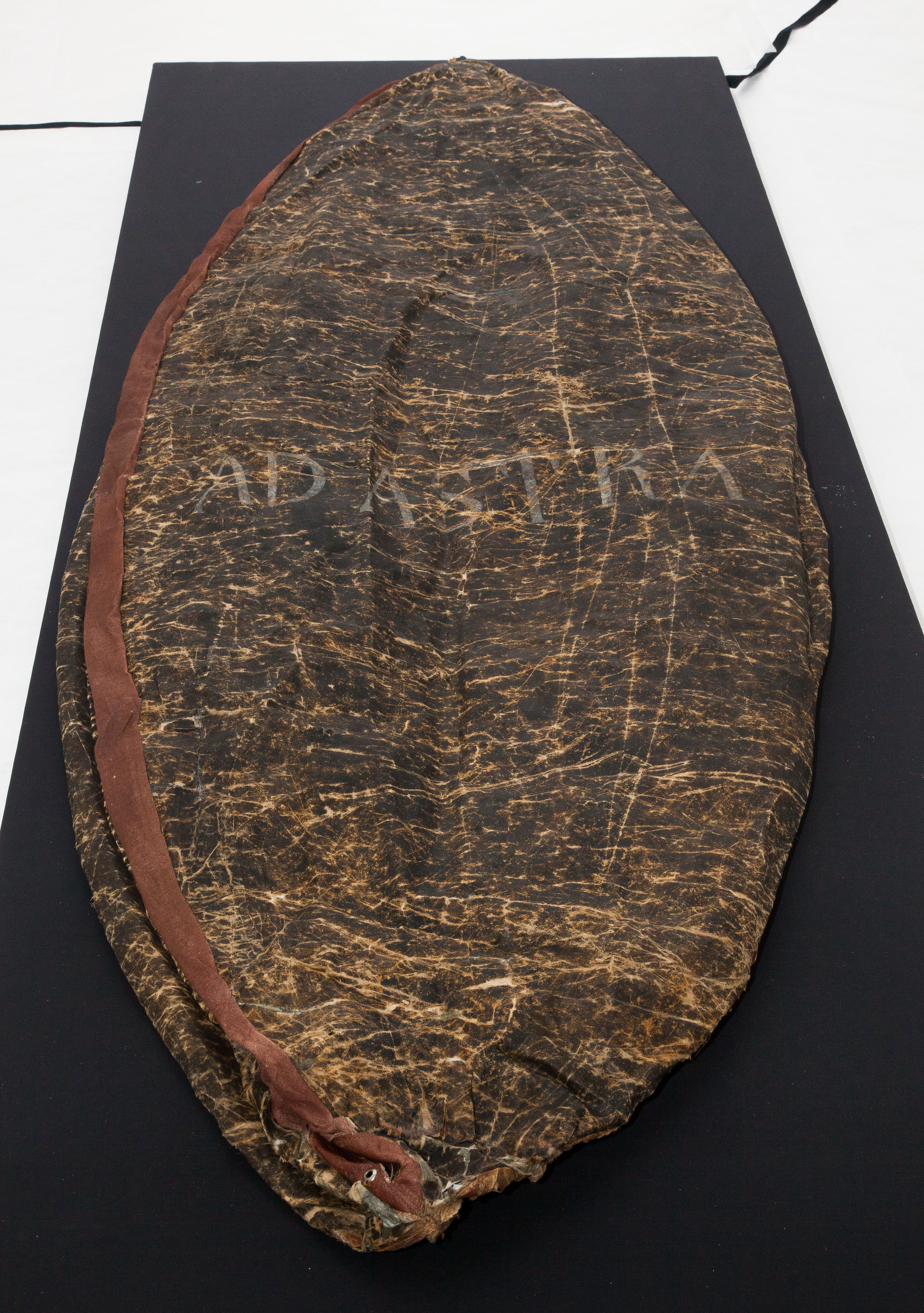
Hülle des Ballons Ad Astra

- 28. Januar: Der Gasballon Ad Astra, gebaut von dem Gelehrten Eberhard August Wilhelm von Zimmermann und dem Apotheker Justus Christian Heinrich Heyer steigt unbemannt vor dem Schloss in Braunschweig auf. Das Unternehmen ist vom braunschweigischen Herzog Karl Wilhelm Ferdinand gefördert worden. Ein weiterer Aufstieg erfolgt am 8. Februar.
- 12. Februar: Urs Jakob Tschan führt den ersten Schweizer unbemannten Heißluftballonflug in Solothurn durch
- 25. Februar: Die erste Fahrt in einem Heißluftballon außerhalb Frankreichs unternehmen Paolo Andreani, die Brüder Agostino und Carlo Gerli. Sie starten in Moncucco bei Mailand. Die Nachricht über die erfolgreiche Auffahrt der Gebrüder Montgolfier in Frankreich hat sich Wochen zuvor auch in die Lombardei verbreitet.
- 17. Juli: In Leimersheim startet ein von Johann Andreas von Traitteur aus Papier gebauter Heißluftballon. Die Höhe wird mit 16 Schuh (ca. 4,60 m) und einem Durchmesser von 12 Schuh (ca. 3,50 m) angegeben. Laut dem Bericht von Traitteur fliegt der unbemannte Ballon circa 38 Minuten lang.

#### Chemie
- Der Chemiker Carl Wilhelm Scheele isoliert erstmals Zitronensäure aus Zitronensaft.

#### Philosophie
- Immanuel Kants Beantwortung der Frage: Was ist Aufklärung? erscheint in der Dezembernummer der Berlinischen Monatsschrift.
- Immanuel Kant verfasst den Aufsatz Idee zu einer allgemeinen Geschichte in weltbürgerlicher Absicht.

#### Astronomie
Der Astronom Wilhelm Herschel, der sich seit 1782 gezielt mit der Suche nach nebligen Himmelsobjekten beschäftigt, entdeckt in diesem Jahr zahlreiche Galaxien:
- 22. Februar: Im Sternbild Löwe die Spiralgalaxie NGC 3521 und im Sternbild Jungfrau die Spiralgalaxie NGC 4666.
- 23. Februar: Im Sternbild Jungfrau die Balkenspiralgalaxie NGC 4412, im Sternbild Löwe NGC 3640.
- 12. März: Im Sternbild Löwe NGC 3190.
- 14. März: Im Virgo-Galaxienhaufen im Sternbild Haar der Berenike die Galaxien NGC 4293, NGC 4394 und NGC 4450, im Sternbild Löwe die Galaxien NGC 3607 und NGC 3686.
- 15. März: Im Sternbild Jungfrau die Galaxien NGC 4429, NGC 4503 und NGC 4762, im Sternbild Löwe die Galaxie NGC 3810.
- 21. März: Im Sternbild Coma Berenices die Galaxien NGC 4379 und NGC 4710, im Sternbild Löwe NGC 3370.
- 23. März Im Sternbild Löwe NGC 3041.
- 8. April: Im Sternbild Haar der Berenike Messier 91 und NGC 4419, im Sternbild Jungfrau NGC 4438 sowie im Sternbild Löwe NGC 3377, NGC 3412 und NGC 3628.
- 12. April: Im Sternbild Haar der Berenike NGC 4689 sowie im Sternbild Jungfrau NGC 4639, NGC 4654, NGC 4880 und NGC 5230.
- 15. April: Im Sternbild Jungfrau neben der zum Virgo-Galaxienhaufen gehörenden linsenförmigen Galaxie NGC 4417 die Objekte NGC 3833 und NGC 5506 sowie im Sternbild Bärenhüter die Galaxie NGC 5248.
- 17. April: Im Sternbild Jungfrau NGC 4216, NGC 4267, NGC 4387, NGC 4388, NGC 4775 und NGC 4981.
- 24. April: Im Sternbild Jungfrau NGC 4697.
- 25. April: Im Sternbild Jungfrau NGC 4995.
- 24. Juni: Im Sternbild Schütze den Kugelsternhaufen NGC 6624.
- 12. Juli: Im Sternbild Steinbock NGC 6907.
- 5. September: Im Sternbild Pegasus NGC 7331.
- 7. September: Im Sternbild Pegasus NGC 7217.
- 8. September: Im Sternbild Pegasus NGC 16.
- 10. September: Im Sternbild Pegasus die Balkenspiralgalaxie NGC 23 und im Sternbild Andromeda die Balkenspiralgalaxie NGC 214.
- 11. September: Im Sternbild Fische die Radiogalaxie NGC 315, im Sternbild Andromeda die Galaxien NGC 68, NGC 108 und NGC 233 und im Sternbild Widder die Galaxie NGC 972.
- 12. September: Im Sternbild Fische NGC 296, NGC 379, NGC 380, NGC 407, NGC 410, NGC 420, NGC 495 und NGC 507, im Sternbild Andromeda NGC 266, Im Sternbild Pegasus NGC 7457 und im Sternbild Dreieck NGC 777.

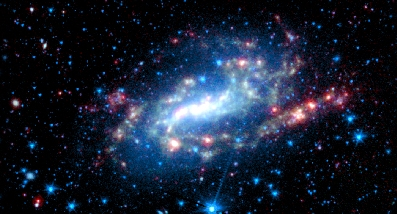
Galaxie NGC 925

- 13. September: Im Sternbild Dreieck die Galaxie NGC 925.
- 15. September: Im Sternbild Pegasus NGC 7817.
- 18. September: Im Sternbild Pegasus NGC 52.
- 19. September: Im Sternbild Pegasus NGC 7332.
- 6. Oktober: Im Sternbild Perseus NGC 1003.
- 8. Oktober: Im Sternbild Pegasus NGC 7814 und im Sternbild Fische NGC 57.
- 14. Oktober: Im Sternbild Fische NGC 213.
- 15. Oktober: Im Sternbild Fische NGC 251.
- 16. Oktober: Im Sternbild Fische NGC 524 und NGC 660 sowie im Sternbild Pegasus NGC 7448.
- 19. Oktober: Im Sternbild Pegasus NGC 7479.
- 20. Oktober: Im Sternbild Walfisch die Galaxie NGC 247 sowie im Sternbild Eridanus die Galaxie NGC 1232.
- 12. November: Im Sternbild Pegasus die Seyfertgalaxie NGC 7469.
- 16. November: Im Sternbild Löwe NGC 2903.
- 20. November: Im Sternbild Schiffskompass die Galaxie NGC 2613 und im Sternbild Wasserschlange die Galaxie NGC 2784.
- 9. Dezember: Im Sternbild Eridanus die Galaxien NGC 1332 und NGC 1187 sowie im Sternbild Walfisch die Galaxie NGC 216.
- 13. Dezember: Im Sternbild Fische NGC 474, NGC 488 und NGC 520.

### Kultur

#### Bildende Kunst

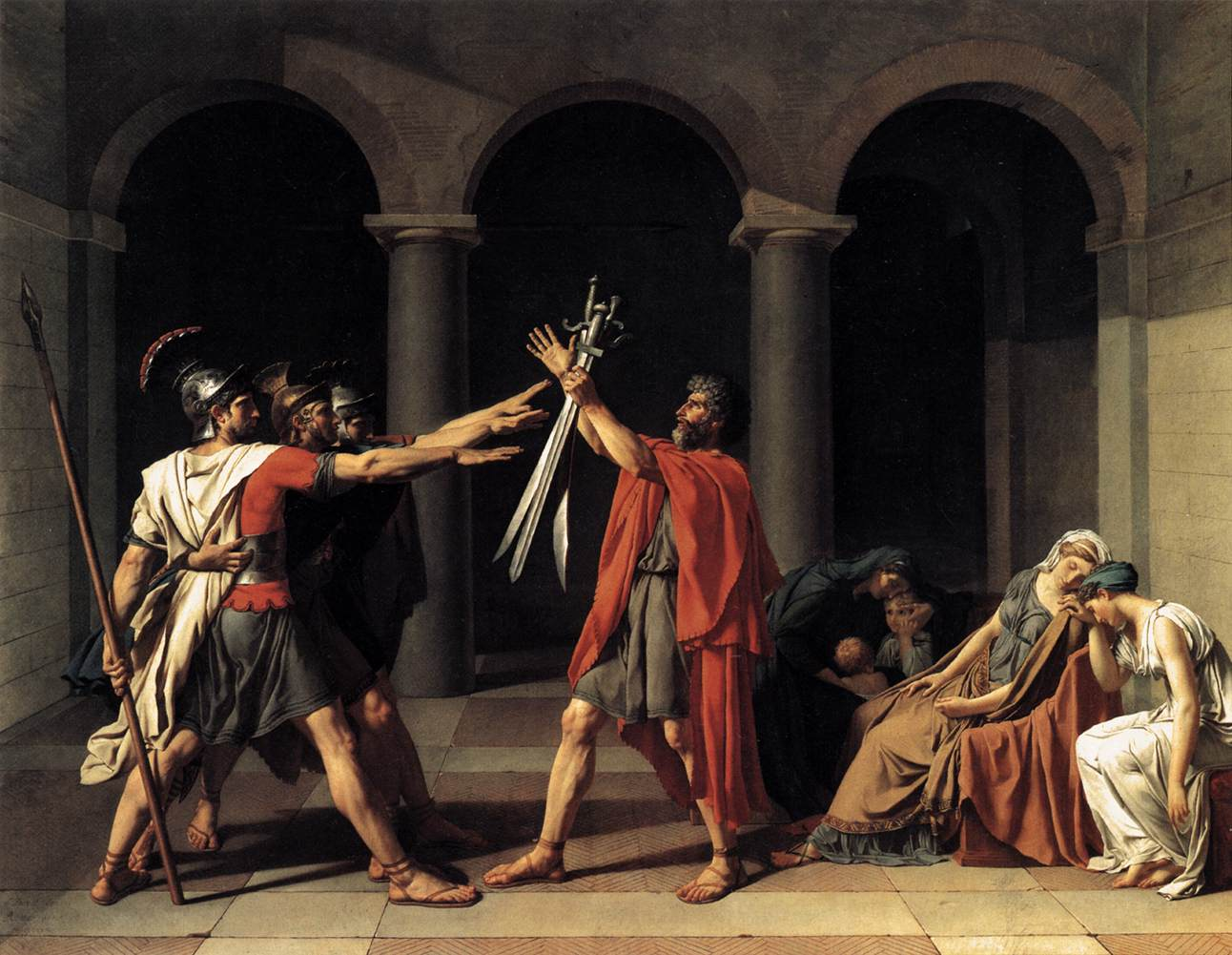
Der Schwur der Horatier

- Jacques-Louis David malt in Öl auf Leinwand das Gemälde Der Schwur der Horatier, eines der ersten Werke des Klassizismus.

#### Musik und Theater
- 26. Februar: Im Theater von Schloss Eszterháza in Esterház findet die Uraufführung der Oper Armida von Joseph Haydn statt. Das Libretto wurde vermutlich von Nunziato Porta zusammengestellt. Es basiert auf Torquato Tassos Epos Das befreite Jerusalem.
- 13. April: Friedrich Schillers Kabale und Liebe – Ein bürgerliches Trauerspiel wird in Frankfurt am Main erstmals aufgeführt, am 15. April folgt eine Aufführung in Mannheim
- 26. April: Die der französischen Königin Marie Antoinette gewidmete tragédie lyrique Les Danaïdes von Antonio Salieri auf einen Text von François Bailly du Roullet und Louis Théodore Baron de Tschudi, nach einer italienischen Vorlage von Ranieri de’ Calzabigi wird mit großem Erfolg in Paris uraufgeführt.
- 10. Oktober: Uraufführung des Dramas I due supposti ossia Lo sposo senza moglie von Domenico Cimarosa am Teatro alla Scala di Milano in Mailand
- 26. Dezember: Uraufführung der Oper L'Idalide von Luigi Cherubini in Florenz
- Gründung des Musikinstrumenten-Museum Markneukirchen

### Gesellschaft
- 16. August: Das von Kaiser Joseph II. gegründete Allgemeine Krankenhaus in Wien wird eröffnet.

### Religion
- 22. März:  In einer von König Rama I. angeführten Prozession wird der Smaragd-Buddha in die Tempelanlage Wat Phra Kaeo nach Bangkok, der neuen Hauptstadt von Siam, gebracht.
- 26. November: In den Vereinigten Staaten entsteht eine Apostolische Präfektur unter der Leitung des vom Heiligen Stuhl ernannten Jesuiten John Carroll.

### Katastrophen

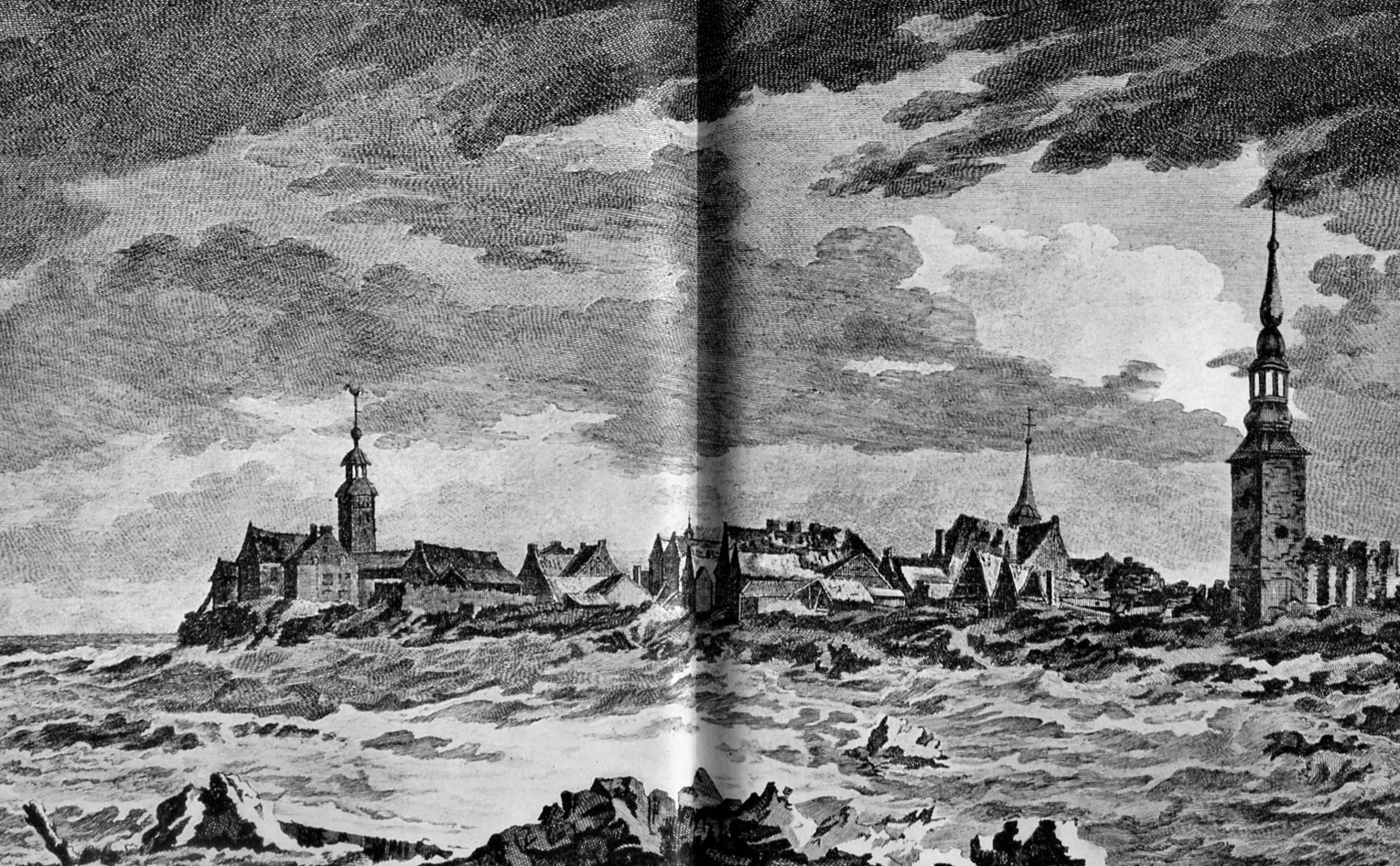
Stahlstich mit der Darstellung des Eisgangs 1784

- Ende Februar: Nach dem extremen Winter 1783/84 sucht eines der größten Hochwasser in historischer Zeit Mitteleuropa heim. Zeugnisse über starke Zerstörungen sind unter anderem aus Regensburg, Bamberg, Heidelberg, vor allem aber aus Köln überliefert. Unter anderem wird die Synagoge Mülheim am Rhein von einem Eisgang verwüstet.

## Geboren

### Erstes Quartal
- 02. Januar: Ernst III., Herzog von Sachsen-Coburg-Saalfeld († 1844)
- 04. Januar: François Rude, französischer Bildhauer († 1855)
- 06. Januar: Carl Friedrich Mosch, deutscher Autor († 1859)
- 17. Januar: Philippe-Antoine d’Ornano, französischer General, Pair und Marschall von Frankreich († 1863)
- 21. Januar: Georg Moller, deutscher Architekt und Stadtplaner († 1852)
- 21. Januar: Andrew Stevenson, US-amerikanischer Politiker († 1857)
- 28. Januar: George Hamilton-Gordon, britischer Staatsmann und Premierminister († 1860)
- 02. Februar: August Ludwig Gottlob Krehl, deutscher evangelischer Theologe und Hochschullehrer († 1855)
- 05. Februar: William Taylor Barry, US-amerikanischer Politiker († 1835)
- 05. Februar: Karl Friedrich Christian Wenck, deutscher Jurist († 1828)
- 06. Februar: Wilhelm Ferdinand Ermeler, deutscher Industrieller und Geheimer Kommerzienrat († 1866)
- 10. Februar: Hartwig Peters, deutscher Geistlicher und Publizist († 1848)
- 15. Februar: Herenäus Haid, deutscher Theologe, Autor und Übersetzer († 1873)
- 16. Februar: Wilhelm Titel, deutscher Maler und akademischer Zeichenlehrer († 1862)
- 20. Februar: Mathias Aberle, österreichischer Mediziner († 1847)
- 29. Februar: Leo von Klenze, deutscher Architekt, Maler und Schriftsteller († 1864)
- 03. März: Carl Wilhelm Leske, deutscher Verleger und Buchhändler († 1837)
- 05. März: Johan Gunder Adler, Mitverfasser des norwegischen Grundgesetzes  († 1852)
- 06. März: Anselme Gaëtan Desmarest, französischer Zoologe und Schriftsteller († 1838)
- 12. März: William Buckland, englischer Geologe und Paläontologe († 1856)
- 17. März: Egid von Löhr, deutscher Jurist und Hochschullehrer († 1851)
- 26. März: John W. Taylor, US-amerikanischer Politiker († 1854)
- 27. März: Sándor Csoma, ungarischer Forschungsreisender, Begründer der Tibetologie († 1842)

### Zweites Quartal
- 05. April: Louis Spohr, deutscher Komponist, Dirigent, Geiger († 1859)
- 08. April: Dionisio Aguado, spanischer Gitarrist und Komponist († 1849)
- 13. April: Friedrich von Wrangel, preußischer General († 1877)
- 14. April: Carl Ludwig August Bergius, deutscher Beamter († 1829)
- 21. April: Karl von Decker, preußischer General und Schriftsteller († 1844)
- 29. April: Samuel Turell Armstrong, US-amerikanischer Politiker († 1850)
- 03. Mai: Henry Hubbard, US-amerikanischer Politiker († 1857)
- 05. Mai: Maria Elisabeth in Bayern, Fürstin von Wagram und Herzogin von Neuchâtel († 1849)
- 09. Mai: Georg von Oldenburg, Prinz des Herzogtums Oldenburg († 1812)
- 10. Mai: Carlo Filangieri, italienischer General († 1867)
- 10. Mai: Heinrich von der Tann, deutscher Offizier und Abgeordneter († 1848)
- 31. Mai: Josef Sandhaas, deutscher Maler († 1827)
- 08. Juni: Marie-Antoine Carême, französischer Koch († 1833)
- 16. Juni: Benedictus Gotthelf Teubner, deutscher Buchhändler, Verlagsgründer († 1856)
- 21. Juni: George Arthur, Gouverneur von Bombay, Britisch-Honduras, Van-Diemens-Land und Oberkanada († 1854)
- 21. Juni: Gabriel Lory der Jüngere, Schweizer Landschaftsmaler, Radierer und Aquarellist († 1846)
- 22. Juni: Louis Marie Baptiste Atthalin, französischer Offizier, Politiker und Maler († 1856)
- 29. Juni: Alejandro María de Aguado, französischer Bankier († 1842)

### Drittes Quartal
- 01. Juli: Joseph Marshall Walker, US-amerikanischer Politiker († 1856)
- 02. Juli: Teresa Belloc, italienische Opernsängerin († 1855)
- 02. Juli: Karl Ludwig Grave, deutscher Geistlicher und Pädagoge († 1840)
- 21. Juli: Charles Baudin, französischer Admiral († 1854)
- 21. Juli: Jørgen Herman Vogt, norwegischer Jurist und Politiker († 1862)
- 21. Juli: Ralph James Woodford, Gouverneur der Karibikinsel Trinidad († 1828)

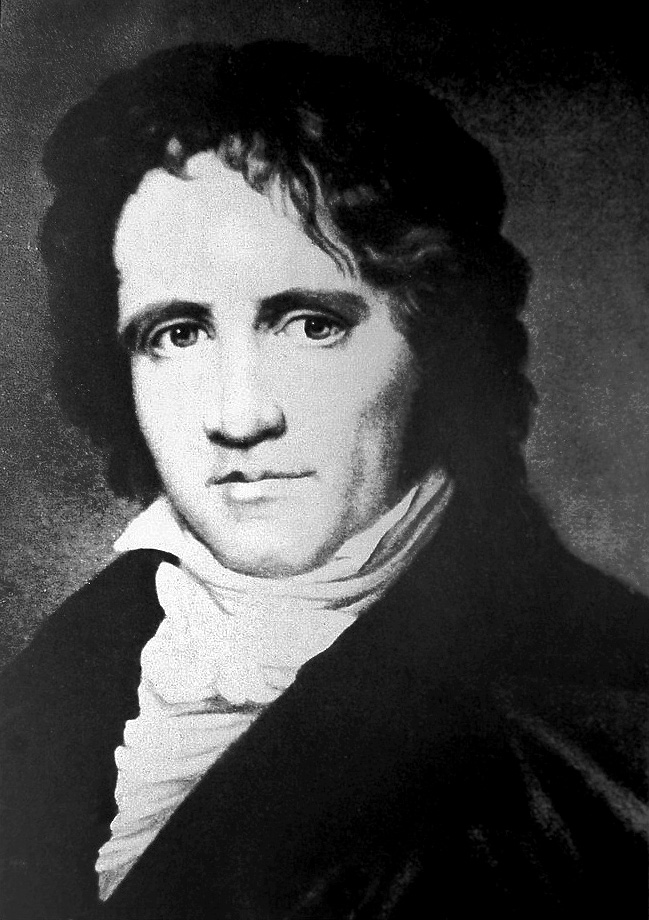
Friedrich Wilhelm Bessel

- 22. Juli: Friedrich Wilhelm Bessel, deutscher Astronom, Mathematiker und Geodät († 1846)
- 23. Juli: James W. Gazlay, US-amerikanischer Politiker († 1874)
- 27. Juli: Denis Dawydow, russischer Kriegsschriftsteller und Dichter († 1839)
- 27. Juli: George Onslow, französischer Komponist († 1853)
- 30. Juli: Leopold Schefer, deutscher Dichter und Komponist († 1862)
- 06. August: Heinrich Hössli, Schweizer Schriftsteller und Tuchhändler († 1864)
- 10. August: Awraam Iwanowitsch Melnikow, russischer Architekt († 1854)
- 15. August: Pierre-Auguste-Louis Blondeau, französischer Komponist und Musikwissenschaftler († 1865)
- 26. August: Ludwig Aurbacher, deutscher Schriftsteller († 1847)
- 11. September: Lodovico Pavoni, Seliger, italienischer Priester und Ordensgründer († 1849)
- 19. September: Casimir Conradi, deutscher Pfarrer und Schriftsteller († 1849)
- 21. September: Carl Thomas Mozart, österreichischer Beamter und Sohn von Wolfgang Amadeus und Constanze Mozart († 1858)
- 25. September: Friedrich Friesen, deutscher Pädagoge und Freiheitskämpfer († 1814)
- 29. September: Karl Friedrich Nebenius, badischer Beamter († 1857)

### Viertes Quartal
- 03. Oktober: Johann Karl Ehrenfried Kegel, Kamtschatka-Erforscher († 1863)
- 12. Oktober: Pietro Anderloni, italienischer Kupferstecher († 1849)
- 14. Oktober: Karl Baldamus, deutscher Jurist und Dichter († 1852)

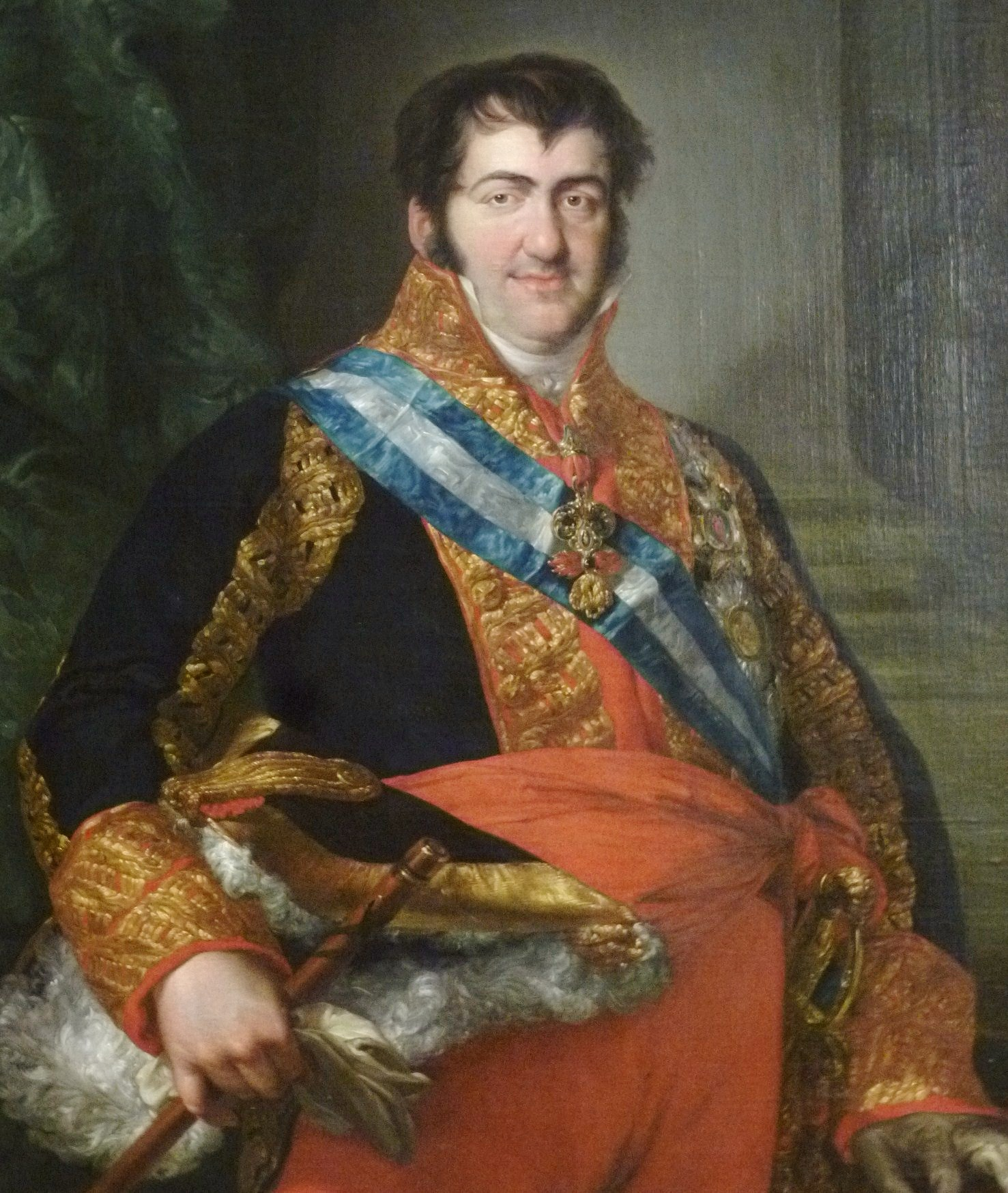
Ferdinand VII. von Spanien

- 14. Oktober: Ferdinand VII., König von Spanien († 1833)
- 15. Oktober: Thomas-Robert Bugeaud, französischer General und Marschall von Frankreich († 1849)
- 16. Oktober: Wilhelm Nienstädt, preußischer Prinzenerzieher und Schriftsteller († 1862)
- 20. Oktober: Henry John Temple, britischer Staatsmann und Premierminister († 1865)
- 24. Oktober: Marco Berra, italienischer Musikverleger in Prag († 1853)
- 24. Oktober: Moses Montefiore, britischer Unternehmer und Philanthrop († 1885)
- 28. Oktober: José Tadeo Monagas, Präsident von Venezuela († 1868)
- 03. November: Antonín Mánes, tschechischer Maler und Zeichner des Romantismus († 1843)
- 04. November: Joseph Bové, russisch-italienischer Architekt und Stadtbaumeister († 1834)
- 04. November: Friedrich Gottlieb Welcker, deutscher klassischer Philologe († 1868)
- 06. November: Laure-Adelaide Abrantès, französische Hofdame und Schriftstellerin († 1838)
- 06. November: Antonio Fontana, Schweizer römisch-katholischer Geistlicher und Pädagoge († 1865)
- 10. November: Franco Andrea Bonelli, italienischer Zoologe, Ornithologe und Sammler († 1830)
- 14. November: Karl Friedrich Schulz, deutscher evangelischer Kirchenliedkomponist und Musiklehrer († 1850)
- 15. November: Jérôme Bonaparte, Bruder Napoléon Bonapartes, König von Westfalen († 1860)
- 20. November: Marianne von Willemer, österreichische Schauspielerin und Freundin von Johann Wolfgang von Goethe († 1860)
- 24. November: Josiah S. Johnston, US-amerikanischer Politiker († 1833)

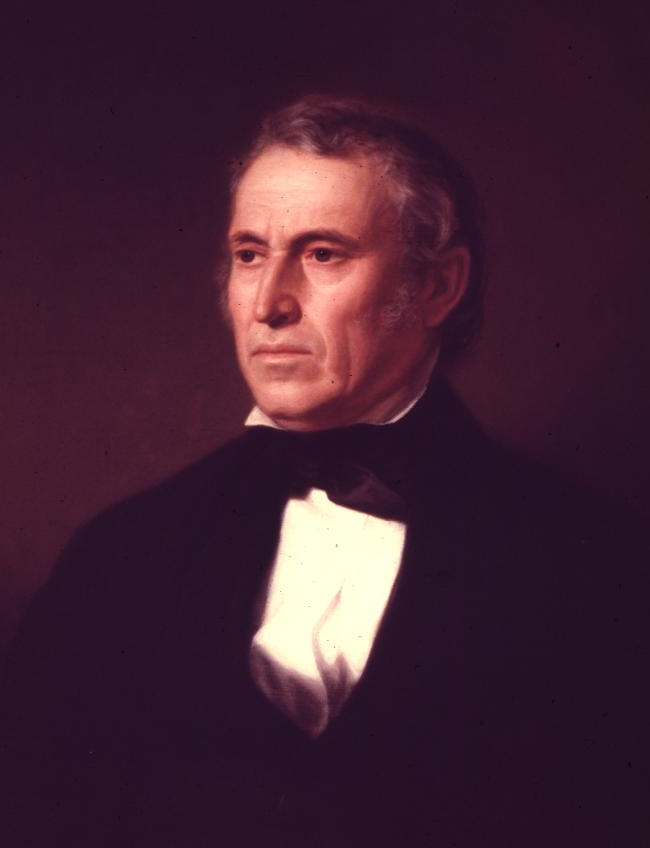
Zachary Taylor

- 24. November: Zachary Taylor, US-amerikanischer Politiker, 12. Präsident der USA († 1850)

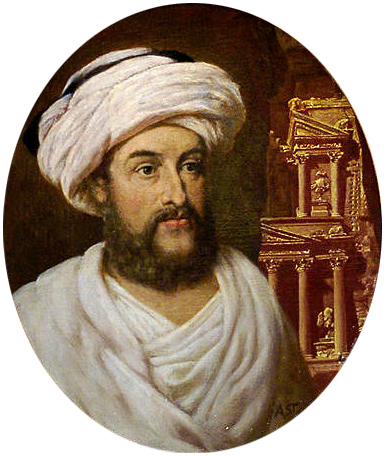
Jean Louis Burckhardt

- 25. November: Jean Louis Burckhardt, Schweizer Orientreisender († 1817)
- 28. November: Ferdinand Ries, deutscher Klavierspieler und Komponist († 1838)
- 29. November: Christian Lente Freyherr von Adeler, Jurist († 1844)
- 30. November: Jacobus Cornelis Swijghuijsen Groenewoud, niederländischer reformierter Theologe und Orientalist († 1859)
- 04. Dezember: Theodor Henrich Rahlenbeck, deutscher Laienprediger und Kämpfer gegen den Alkoholmissbrauch († 1864)
- 08. Dezember: Heinrich LXI., Graf und Erbprinz Reuß zu Köstritz († 1813)
- 10. Dezember: Walter Lowrie, US-amerikanischer Politiker († 1868)
- 12. Dezember: Christian Krafft, deutscher Theologe († 1845)
- 13. Dezember: Ludwig von Österreich-Toskana, österreichischer Erzherzog († 1864)
- 14. Dezember: Hortense Haudebourt-Lescot, französische Malerin († 1845)
- 14. Dezember: Heinrich von der Mark, bayerischer Generalleutnant und Kriegsminister († 1865)
- 14. Dezember: Maria Antonia von Neapel-Sizilien, Fürstin von Asturien und Infantin von Spanien († 1806)
- 15. Dezember: Ludwig Devrient, deutscher Schauspieler († 1832)
- 15. Dezember: Gottlieb Christian Eberhard von Etzel, deutscher Stadtplaner und Oberbaurat († 1840)
- 17. Dezember: Georg Ludolf Dissen, deutscher Altphilologe († 1837)
- 20. Dezember: Georg Wilhelm, Fürst zu Schaumburg-Lippe († 1860)
- 28. Dezember: Ernst Wilhelm Gottlieb Wachsmuth, deutscher Geschichtsforscher († 1866)

### Genaues Geburtsdatum unbekannt
- Thomas W. Cobb, US-amerikanischer Politiker († 1830)
- Alojzy Stolpe, polnischer Pianist, Musikpädagoge und Komponist († 1824)

## Gestorben

### Erstes Halbjahr
- 02. Januar: Caspar Anton von Belderbusch, deutscher Deutschordensritter und Premierminister in Kurköln (* 1722)
- 07. Januar: Johann Ernst Zeiher, deutscher Mathematiker, Mechaniker, Linguist und Optiker (* 1725)
- 15. Januar: Jobst Anton von Hinüber, deutscher Jurist, Postmeister und Klosteramtspächter (* 1718)
- 17. Januar: Yosa Buson, japanischer Dichter und Maler (* 1716)
- 25. Januar: Johann Kaspar Arletius, deutscher Pädagoge und Universalgelehrter (* 1707)
- 25. Januar: Carlo Vittorio Amedeo delle Lanze, italienischer Kardinal (* 1712)
- 03. Februar: Charles Montagu, britischer Gouverneur der Province of South Carolina (* 1741)
- 04. Februar: Friederike Luise von Ansbach, Prinzessin von Preußen (* 1714)
- 22. Februar: Sophie Volland, Geliebte des französischen Philosophen Denis Diderot (* 1716)
- 24. Februar: Anton Laube, böhmischer Komponist und Kirchenmusiker (* 1718)
- 26. Februar: Friedrich Adam Widder, deutscher Mathematiker (* 1724)
- 27. Februar: Graf von Saint Germain, deutsch-rumänischer Alchimist und Okkultist (* 1696)
- 28. Februar: Angelius Johann Daniel Aepinus, deutscher Philosoph und Hochschullehrer (* 1718)
- 29. Februar: François-Alexandre Aubert de La Chenaye-Desbois, französischer Schriftsteller und Kompilator (* 1699)
- 03. März: Sawwa Jakowlew, russischer Unternehmer, Großindustrieller und Mäzen (* 1712)
- 08. März: Johann Adam Ehrlich, deutscher Orgelbauer (* 1703)
- 26. März: Samuel Engel, Schweizer Bibliothekar, Geograph, Politiker, Philanthrop und Ökonom (* 1702)
- 30. März: Emmanuel von Croÿ, Reichsfürst und französischer Heerführer (* 1718)
- 05. April: Johann Dietrich Winckler, deutscher lutherischer Theologe (* 1711)
- 07. April: Samuel Rhoads, Delegierter von Pennsylvania im Kontinentalkongress (* 1711)
- 08. April: Johann Heinrich König, deutscher Holzbildhauer (* 1705)
- 15. April: Maximilian Friedrich von Königsegg-Rothenfels, deutscher Erzbischof des Erzbistums Köln (* 1708)
- 22. April: Franz Adolf von Anhalt-Bernburg-Schaumburg-Hoym, preußischer General (* 1724)
- 26. April: Nano Nagle, irische Ordensfrau und Ordensgründerin (* 1718)
- 29. April: Agustín de Jáuregui, spanischer Offizier, Gouverneur von Chile und Vizekönig von Peru (* 1711)
- 03. Mai: Anthony Benezet, französischer und US-amerikanischer Lehrer, Abolitionist und Sozialreformer (* 1713)
- 12. Mai: Abraham Trembley, Schweizer Erzieher und Naturforscher (* 1710)
- 15. Mai: Arsenije Plamenac, montenegrinisch-orthodoxer Metropolit
- 20. Mai: Alexander Ross, schottischer Dichter (* 1699)
- 04. Juni: David Tschanz, Schweizer Pietist (* 1717)
- 09. Juni:Johann Martin Mack, deutscher evangelischer Missionar und Bischof der Herrnhuter Brüdergemeine (* 1715)
- 13. Juni: Henry Middleton, Präsident des Kontinentalkongresses (* 1717)
- 17. Juni: Carl Friedrich Ludwig von Gaudi, preußischer Beamter (* 1734)
- 21. Juni: Daniel Högger, Bürgermeister der Stadt St. Gallen in der Schweiz (* 1706)
- 26. Juni: Caesar Rodney, Unterzeichner der Unabhängigkeitserklärung der USA und Gouverneur von Delaware (* 1728)

### Zweites Halbjahr
- 01. Juli: Georg Daniel Auberlen, deutscher Schulmeister, Musiker und Komponist (* 1728)
- 01. Juli: Wilhelm Friedemann Bach, deutscher Komponist (* 1710)
- 02. Juli: Gottfried Schütze, deutscher Pädagoge, Bibliothekar und evangelischer Theologe (* 1719)
- 07. Juli: Louis Anseaume, französischer Librettist (* 1721)
- 07. Juli: Achatius Ludwig Karl Schmid, deutscher Rechtswissenschaftler und Staatsbeamter von Sachsen-Weimar-Eisenach (* 1725)
- 08. Juli: Torben Olof Bergman, schwedischer Chemiker (* 1735)
- 08. Juli: Adam Wassiljewitsch Olsufjew, russischer Aufklärer, Politiker, Schriftsteller und Mäzen (* 1721)
- 13. Juli: Johann Baptist Straub, deutscher Rokokobildhauer (* 1704)
- 26. Juli: Anton Tischbein, deutscher Maler (* 1720)
- 31. Juli: Denis Diderot, französischer Schriftsteller und Philosoph (* 1713)
- 03. August: Giovanni Battista Martini, italienischer Komponist und Musiktheoretiker (* 1706)
- 10. August: Allan Ramsay, schottischer Porträt- und Hofmaler (* 1713)
- 12. August: Gottlieb Friedrich Riedel, deutscher Maler und Kupferstecher (* 1724)
- 13. August: Jean François Clément Morand, französischer Chemiker, Mineraloge und Mediziner (* 1726)
- 28. August: Junípero Serra, spanischer Franziskaner und Gründer von San Francisco (* 1713)
- 29. August: Sachar Tschernyschow, russischer Generalfeldmarschall, Kriegsminister und Gouverneur Moskaus (* 1722)
- 01. September: Johann Christoph Stockhausen, deutscher Pädagoge und lutherischer Theologe (* 1725)
- 02. September: Robert Eden, 1. Baronet (of Maryland), letzter britischer Kolonialgouverneur von Maryland (* 1741)
- 04. September: César François Cassini de Thury, französischer Geodät (* 1714)
- 07. September: Giovanni Antonio Cybei, italienischer Bildhauer (* 1706)
- 09. September: Johann Friedrich Richter, deutscher Bankier, Handelsherr und Kunst- und Altertumssammler (* 1729)
- 17. Oktober: Melchior Dittmar von Wittgenstein, Kölner Bürgermeister (* 1720)
- 27. Oktober: Johann Gottlieb Graun, deutscher Violinist und Komponist (* 1703)
- 000Oktober: Pierre Eugène du Simitière, schweizerisch-US-amerikanischer Künstler und Philosoph (* 1737)
- 03. November: Matías de Gálvez y Gallardo, spanischer Kolonialverwalter und Vizekönig von Neuspanien (* 1717)
- 03. November: Nicolas Guibal, französischer Maler (* 1725)
- 15. November: Jan Hataš, tschechischer Komponist (* 1751)
- 19. November: Johann Schnegg, österreichischer Bildhauer (* 1724)
- 28. November: Antoine Grimaldi, Regent von Monaco (* 1697)
- 05. Dezember: Phillis Wheatley, senegalesische Schriftstellerin (* 1753)
- 13. Dezember: Samuel Johnson, englischer Gelehrter, Schriftsteller, Dichter, Kritiker und Lexikograph (* 1709)
- 15. Dezember: Friedrich Groschuff, deutscher Philologe (* 1701)
- 31. Dezember: Reinhard Christoph Ungewitter, deutscher reformierter Theologe (* 1715)